# Big Stone Lake
Der Big Stone Lake ist ein langer, schmaler Süßwassersee und Stausee, der die Grenze zwischen dem Westen des US-Bundesstaates Minnesota und dem Nordosten von South Dakota bildet.

## Name
Eine Expedition von Stephen Harriman Long gab dem See seinen heutigen Namen. Der mitreisende Geograph William H. Keating gab den Dakota-Namen 1823 als Eatakeka wieder und machte daraus englisch Big Stone Lake ‚Großer-Stein-See‘. Damit sollen die Aufschlüsse unterhalb des Sees gemeint sein. Später wurde der Name der Dakota als Inyan tankinyanyan oder ähnlich wiedergegeben (‚Stein, sehr groß‘) und soll sich auf die Findlinge am Ufer beziehen. Ein anderer Name soll Mdeipakshan oder Mdeipakśaŋ ‚gebogener See‘ sein.
Das United States Board on Geographic Names entschied sich 1906 für die Schreibung Bigstone Lake, 1912 dann für die heutige Form.

## Geografie
Der See bedeckt eine Fläche von etwa 44 km² und erstreckt sich über eine Länge von 42 km. Die Breite schwankt zwischen 1,2 bis 2 km. Der See liegt 293 m über dem Meeresspiegel und ist damit der niedrigste Punkt in South Dakota. Die maximale Tiefe beträgt 16 Fuß, also knapp 5 m.
Der Big Stone Lake ist die Quelle des Minnesota River, einem 534 km langer Nebenfluss des Mississippi River. Die Abflussmenge in den Minnesota River wird durch einen Staudamm am südlichen Ende des Sees geregelt. Wichtigster Zufluss ist der Little Minnesota River an seinem nördlichen Ende. Der See wurde während der letzten Eiszeit geformt, als der Agassizsee überlief und den glazialen River Warren schuf. In dessen Tal befindet sich heute der Big Stone Lake.
Zwei State Parks säumen den See: der Big Stone Lake State Park in Minnesota (mit einem Informationszentrum) und der Hartford Beach State Park in South Dakota. An den Ufern liegen mehrere Hotels. Die Besucher schätzen die Möglichkeiten des Angelns, insbesondere von Glasaugenbarschen, Hechten und Blauen Sonnebarschen, aber der See beinhaltet über 30 weitere Arten.
Die Gemeinden Ortonville und Big Stone City liegen am südlichen Ende des Sees, während Browns Valley an der Nordspitze liegt.